# 弗于斯克
弗于斯克（挪威語：Fauske）是挪威诺尔兰郡的一个市镇，行政中心为弗于斯克镇。市镇面积为1,196.99平方公里，2023年人口数量为9,572人。